# 兩毛線
兩毛線（日语：／ Ryōmō sen */?）是連結日本栃木縣小山市小山站與群馬縣前橋市新前橋站的東日本旅客鐵道（JR東日本）鐵道路線（幹線）。

## 概要
連結稱為兩毛地域的栃木縣（下毛野國）西南部開始，至群馬縣（上毛野國）東南部平野部的各都市。現在由當地通勤通學客人使用為主。北邊是足尾山地、南邊是關東平野的田園風景。
全線根據旅客營業規則包括在大都市近郊區間的「東京近郊區間」與IC乘車卡「Suica」的首都圈地域內。

## 路線資料
- 管轄：東日本旅客鐵道（第一種鐵道事業者）
- 路段（營業距離）：小山－新前橋 84.4公里[5]
- 軌距：1067毫米[5]
- 站數：18個（包括起終點站）
  - 若只限屬於兩毛線的車站，排除屬於東北本線的小山站、屬於上越線的新前橋站[6]則為16個。
- 複線路段：岩舟－佐野、駒形－前橋[1]
- 電氣化路段：全線（直流1500V）[5][1]
- 閉塞方式：（複線與單線）自動閉塞式
- 保安裝置：ATS-P[2]
- 最高速度：95公里/小時
- 運轉指令所（日语：運転指令所）：高崎綜合指令室（CTC）
- 路線顏色：黃色（但是，電車內顯示的東京近郊路線圖為橙色，新前橋站的站內一部分使用洋紅色）

小山站由大宮支社，除此以外（思川－新前橋）由高崎支社管轄，小山站起計2公里地點（思川的鐵橋前往）為支社邊界。

## 使用車輛
- 普通列車（小山 - 新前橋間）
  - 211系 - 高崎車輛中心所屬
- 上野東京線普通・高崎線快速Urban列車（前橋 - 新前橋間）
  - E233系 - 小山車輛中心或國府津車輛中心所屬
  - E231系 - 小山車輛中心或國府津車輛中心所屬
- 湘南新宿線快速（前橋 - 新前橋間）
  - E231系 -小山車輛中心或國府津車輛中心所屬
  - E233系 - 小山車輛中心或國府津車輛中心所屬
- 特急赤城、週末赤城
  - E257系5500番台 - 大宮車輛中心所屬

E231系、E233系10輛編成。

## 歷史

### 兩毛鐵道→日本鐵道
- 1888年（明治21年）
  - 5月22日 【開業】兩毛鐵道 小山 - 足利 【車站新設】栃木、佐野、足利
  - 11月15日 【延伸開業】足利 - 桐生 【車站新設】桐生
- 1889年（明治22年）
  - 10月10日 【車站新設】岩船、小俣
  - 11月20日 【延伸開業、全通】桐生 - 前橋 【車站新設】大間間（初代）、國定、伊勢崎、駒形、前橋
- 1893年（明治26年）2月18日 【車站新設】富田
- 1895年（明治28年）3月18日 【車站新設】富山
- 1897年（明治30年）
  - 1月1日 【轉讓】兩毛鐵道→日本鐵道
  - 4月1日 【車站新設】山前
- 1902年（明治35年）11月1日 【車站名改稱】岩船→岩舟
- 1906年（明治39年）11月1日 【買収、國有化】小山 - 前橋

### 日本鐵道
- 1884年（明治17年）8月20日 【延伸開業】日本鐵道 高崎 - 前橋
- 1889年（明治22年）
  - 12月26日 【延伸開業】前橋（日本鐵道） - 前橋（兩毛鐵道） 【車站廢止】前橋（日本鐵道）
  - 11月1日 【買収、國有化】（上野） - 前橋

### 兩毛線成立後
- 1909年（明治42年）10月12日 【國有鐵道線路名稱設定】兩毛線 小山 - 高崎
- 1911年（明治44年）
  - 3月30日 【連絡所新設】下新田
  - 4月10日 【車站新設】思川
  - 4月15日 足尾鐵道開業（下新田連絡所開始分岐）
  - 5月1日 【車站名改稱】大間間（初代）→岩宿
- 1912年（明治45年）4月6日 【信號場新設】日高
- 1918年（大正7年）10月16日 【車站名改稱】富山→大平下
- 1921年（大正10年）7月1日 【車站新設】新前橋（上越南線開業） 【信號場廢止】日高
- 1922年（大正11年）4月1日 【連絡所→信號場】下新田
- 1931年（昭和6年）9月1日 上越線全通（新前橋 - 高崎間與上越線為二重戶籍）
- 1937年（昭和12年）4月15日 【車站新設】日高、濱尻
- 1940年（昭和15年）11月1日 【車站廢止】日高、濱尻
- 1951年（昭和26年）9月1日 【車站新設】東足利、葉鹿、下增田
- 1952年（昭和27年）4月5日 【車站新設】小野寺、犬伏、東桐生
- 1954年（昭和29年）
  - 3月15日 【車站新設】三重、東伊勢崎
  - 10月20日 【車站新設】西足利
- 1955年（昭和30年）
  - 1月20日 【車站新設】間野谷
  - 9月3日 【車站新設】東前橋
- 1957年（昭和32年）
  - 12月1日 【電氣化】前橋 - 新前橋
  - 12月20日 【終點變更】高崎→新前橋（-7.3km。與上越線的二重戶籍區間消解）
- 1966年（昭和41年）12月20日 【車站休止】小野寺、犬伏
- 1967年（昭和42年）9月1日 【車站休止】東前橋
- 1968年（昭和43年）
  - 7月19日 【複線化】岩舟 - 佐野
  - 8月8日 【複線化】駒形 - 前橋
  - 9月1日 【電氣化】小山 - 前橋
  - 10月1日 【車站休止】東足利、西足利、三重、葉鹿、東桐生、間野谷、東伊勢崎、下增田
- 1984年（昭和59年）3月1日 【車站廢止】三重
- 1985年（昭和60年）10月16日 【高架化】桐生附近
- 1986年（昭和61年）10月6日 【高架化】前橋附近
- 1987年（昭和62年）4月1日 【繼承】東日本旅客鐵道（第1種）、日本貨物鐵道（第2種） 【車站廢止】犬伏、葉鹿、間野谷、下增田、東前橋
- 1989年（平成元年）3月29日 足尾線廢止。轉換為渡良瀨溪谷鐵道
- 1996年（平成8年）10月24日 天皇・皇后與比利時國王訪問栃木、1號御料車編成於小山 - 足利間運行。EF58 61牽引。
- 1999年（平成11年）3月12日 【車站新設】前橋大島
- 2001年（平成13年）11月18日 Suica發賣開始。兩毛線全車站可以使用
- 2003年（平成15年）
  - 4月4日 【高架化】栃木附近
  - 12月1日 【無人站化】思川、大平下、岩舟、小俣
- 2004年（平成16年）4月1日 【第2種鐵道事業廢止】（貨物列車運行廢止）全線
- 2018年（平成30年）
  - 4月1日 【車站新設】足利花卉公園
- 2019年（令和元年）
  - 10月12日 因颱風海貝思帶來的豪雨導致洪水，大平下車站至栃木車站間的永野川橋樑受損[7]。

## 車站列表
為方便起見一併記載新前橋側所有列車直通的上越線新前橋－高崎段。
- 普通列車停靠所有車站。特急「赤城」參見列車條目
  - 前橋－高崎有一部分高崎線列車直通（停靠同路段所有車站）
- 軌道 … ∥：複線路段、◇・｜：單線路段（◇為可進行列車交會）、∨：此起往下為單線、∧：此起往下為複線

| 正式路線名 | 中文站名     | 日文站名 | 英文站名 | 站間營業距離 | 累計營業距離                                                                                           | 接續路線、備註                                                  | 軌道   | 所在地 | 所在地   |
| ---------- | ------------ | -------- | -------- | ------------ | --- | --------------------------------------------------------------- | ------ | ------ | -------- |
| 兩毛線     | 小山         |          |          | -            | 0.0 | 東日本旅客鐵道： 東北新幹線、■ 東北本線（宇都宮線）、■ 水戶線   | ∨      | 栃木縣 | 小山市   |
| 兩毛線     | 思川         |          |          | 5.4          | 5.4 |                                                                 | ◇      | 栃木縣 | 小山市   |
| 兩毛線     | 栃木         |          |          | 5.4          | 10.8                                                                                                   | 東武鐵道： 日光線、 宇都宮線（TN-11）                           | ◇      | 栃木縣 | 栃木市   |
| 兩毛線     | 大平下       |          |          | 4.4          | 15.2                                                                                                   |                                                                 | ｜     | 栃木縣 | 栃木市   |
| 兩毛線     | 岩舟         |          |          | 4.1          | 19.3                                                                                                   |                                                                 | ∧      | 栃木縣 | 栃木市   |
| 兩毛線     | 佐野         |          |          | 7.3          | 26.6                                                                                                   | 東武鐵道： 佐野線（TI-34）                                      | ∨      | 栃木縣 | 佐野市   |
| 兩毛線     | 富田         |          |          | 4.5          | 31.1                                                                                                   |                                                                 | ◇      | 栃木縣 | 足利市   |
| 兩毛線     | 足利花卉公園 |          |          | 0.9          | 32.0                                                                                                   |                                                                 | ｜     | 栃木縣 | 足利市   |
| 兩毛線     | 足利         |          |          | 7.1          | 38.2                                                                                                   | 東武鐵道： 伊勢崎線 （足利市：TI-15）                           | ◇      | 栃木縣 | 足利市   |
| 兩毛線     | 山前         |          |          | 4.5          | 42.7                                                                                                   |                                                                 | ◇      | 栃木縣 | 足利市   |
| 兩毛線     | 小俁         |          |          | 4.6          | 47.3                                                                                                   |                                                                 | ◇      | 栃木縣 | 足利市   |
| 兩毛線     | 桐生         |          |          | 5.6          | 52.9                                                                                                   | 渡良瀨溪谷鐵道：■ 渡良瀨溪谷線 上毛電氣鐵道：■ 上毛線（西桐生） | ◇      | 群馬縣 | 桐生市   |
| 兩毛線     | 下新田信號場 |          | /        | -            | 54.6                                                                                                   | （與渡良瀨溪谷線的實際的分岐點）                                | ◇      | 群馬縣 | 桐生市   |
| 兩毛線     | 岩宿         |          |          | 4.0          | 56.9                                                                                                   |                                                                 | ◇      | 群馬縣 | 綠市     |
| 兩毛線     | 國定         |          |          | 6.4          | 63.3                                                                                                   |                                                                 | ◇      | 群馬縣 | 伊勢崎市 |
| 兩毛線     | 伊勢崎       |          |          | 5.8          | 69.1                                                                                                   | 東武鐵道： 伊勢崎線（TI-25）                                    | ◇      | 群馬縣 | 伊勢崎市 |
| 兩毛線     | 駒形         |          |          | 5.8          | 74.9                                                                                                   |                                                                 | ∧      | 群馬縣 | 前橋市   |
| 兩毛線     | 前橋大島     |          |          | 3.2          | 78.1                                                                                                   |                                                                 | ∥      | 群馬縣 | 前橋市   |
| 兩毛線     | 前橋         |          |          | 3.8          | 81.9                                                                                                   | 上毛電氣鐵道：■ 上毛線（中央前橋）                              | ∨      | 群馬縣 | 前橋市   |
| 兩毛線     | 新前橋       |          |          | 2.5          | 84.4                                                                                                   | 東日本旅客鐵道：■ 上越線（澀川方向）、■ 吾妻線                  | ∧      | 群馬縣 | 前橋市   |
| 上越線     | 新前橋       |          |          | 2.5          | 84.4                                                                                                   | 東日本旅客鐵道：■ 上越線（澀川方向）、■ 吾妻線                  | ∧      | 群馬縣 | 前橋市   |
| 井野       |              |          | 3.3      | 87.7         | | ∥                                                               | 高崎市 | 群馬縣 |          |
| 高崎問屋町 |              |          | 1.2      | 88.9         | | ∥                                                               | 高崎市 | 群馬縣 |          |
| 高崎       |              |          | 2.8      | 91.7         | 東日本旅客鐵道： 上越新幹線、北陸新幹線（途經長野）、■ 高崎線、■ 信越本線、■ 八高線 上信電鐵：■ 上信線 | ∥                                                               | 高崎市 | 群馬縣 |          |

1. 1 2 3 4 5 6 7 8 9 10  
1968年開始休止，1987年廢除
2. 1 2  包括 湘南新宿線、上野東京線
3. ↑  宇都宮線的路線起點為日光線新栃木站，但列車均直通至栃木站。
4. ↑  吾妻線的路線起點為上越線澀川站，但運行系統上所有列車直通至上越線高崎－澀川。
5. ↑  八高線的路線終點為高崎線倉賀野站，但運行系統上所有列車直通至高崎站。

### 廢站
（）內是小山站起計的距離
- 小野寺站（日语：小野寺駅）：1966年12月20日休止，1987年4月1日廢除，岩舟站－佐野站間（21.2公里）
- 犬伏站（日语：犬伏駅 (栃木県)）：1966年12月20日休止，1987年4月1日廢除，岩舟站－佐野站間（24.4公里）
- 東足利站（日语：東足利駅）：1968年10月1日休止，1987年4月1日廢除，富田站－足利站間（36.0公里）
- 西足利站（日语：西足利駅）：1968年10月1日休止，1987年4月1日廢除，足利站－山前站間（39.9公里）
- 三重（日语：三重駅）：1968年10月1日休止，1984年3月1日廢除，足利站－山前站間（40.7公里）
- 葉鹿站（日语：葉鹿駅）：1968年10月1日休止，1987年4月1日廢除，山前站－小俁站間（45.5公里）
- （站名不詳） : 1890年11月廢除，小俁站－桐生站間
- （臨）小俁方面站：1902年10月8日廢除，小俁站－桐生站間
- （臨）桐生方面站：1902年10月8日廢除，小俁站－桐生站間
- 東桐生站（日语：東桐生駅）：1968年10月1日休止，1987年4月1日廢除，小俁站－桐生站間（49.8公里）
- 間野谷站：1968年10月1日休止，1987年4月1日廢除，岩宿站－國定站間（60.6公里）
- 東伊勢崎站（日语：東伊勢崎駅）：1966年12月20日休止，1987年4月1日廢除，國定站－伊勢崎站間（66.7公里）
- 下增田站（日语：下増田駅）：1968年10月1日休止，1987年4月1日廢除，伊勢崎站－駒形站間（72.6公里）
- 東前橋站（日语：東前橋駅）：1967年9月1日休止，1987年4月1日廢除，與現在的前橋大島站位置相同（77.6公里）
- （臨）前橋站：1889年12月26日廢除，前橋站－新前橋站間（83.4公里）
- 日高信號所：1921年7月1日廢除，新前橋站－井野站間（86.6公里）
- 日高站（日语：日高駅）：1940年11月1日廢除，新前橋站－井野站間（86.6公里）
- 濱尻站（日语：浜尻駅）：1940年11月1日廢除，井野站－高崎問屋町站間（88.9公里）

### 過去的接續路線
- 栃木站：鍋山人車鐵道（日语：鍋山人車鉄道）
- 岩舟站：岩舟人車鐵道（日语：岩舟人車鉄道）
- 富田站：赤見輕便鐵道（日语：赤見軽便鉄道）
- 前橋站：東武前橋線（日语：東武伊香保軌道線）

## 乘車人員
JR東日本：各車站乘車人數
| 2007年度 | 2007年度   | 2007年度          | 2006年度 | 2006年度   | 2006年度          | 2005年度 | 2005年度   | 2005年度          |
| 順位     | 車站名稱   | 一日平均 乘車人數 | 順位     | 車站名稱   | 一日平均 乘車人數 | 順位     | 車站名稱   | 一日平均 乘車人數 |
| -------- | ---------- | ----------------- | -------- | ---------- | ----------------- | -------- | ---------- | ----------------- |
| 1        | 高崎       | 28,366人          | 1        | 高崎       | 28,280人          | 1        | 高崎       | 27,698人          |
| 2        | 小山       | 21,440人          | 2        | 小山       | 21,326人          | 2        | 小山       | 21,375人          |
| 3        | 前橋       | 9,607人           | 3        | 前橋       | 9,511人           | 3        | 前橋       | 9,571人           |
| 4        | 新前橋     | 5,797人           | 4        | 新前橋     | 5,801人           | 4        | 新前橋     | 5,788人           |
| 5        | 栃木       | 5,189人           | 5        | 栃木       | 5,197人           | 5        | 栃木       | 5,279人           |
| 6        | 伊勢崎     | 4,793人           | 6        | 伊勢崎     | 4,792人           | 6        | 伊勢崎     | 4,833人           |
| 7        | 桐生       | 3,651人           | 7        | 桐生       | 3,714人           | 7        | 桐生       | 3,841人           |
| 8        | 佐野       | 3,381人           | 8        | 足利       | 3,417人           | 8        | 佐野       | 3,523人           |
| 9        | 足利       | 3,310人           | 9        | 佐野       | 3,381人           | 9        | 足利       | 3,502人           |
| 10       | 駒形       | 2,622人           | 10       | 駒形       | 2,668人           | 10       | 駒形       | 2,682人           |
| 11       | 井野       | 2,265人           | 11       | 井野       | 2,422人           | 11       | 井野       | 2,529人           |
| 12       | 高崎問屋町 | 1,787人           | 12       | 高崎問屋町 | 1,549人           | 12       | 前橋大島   | 1,502人           |
| 13       | 前橋大島   | 1,556人           | 13       | 前橋大島   | 1,534人           | 13       | 國定       | 1,208人           |
| 14       | 國定       | 1,271人           | 14       | 國定       | 1,219人           | 14       | 高崎問屋町 | 1,184人           |
| 15       | 岩宿       | 1,024人           | 15       | 岩宿       | 997人             | 15       | 岩宿       | 994人             |
| 16       | 富田       | 963人             | 16       | 富田       | 890人             | 16       | 富田       | 923人             |
| 17       | 山前       | 886人             | 17       | 山前       | 859人             | 17       | 山前       | 866人             |

## 關連項目
- 日本鐵路線列表
- 田口卯吉（明治歷史、經濟學者，兩毛鐵道社長）
- 秒速五厘米 （在该片的第一章节中对两毛线着墨甚多）

## 外部連結
- 兩毛線